# 西藏厚棱芹
西藏厚棱芹（学名：Pachypleurum xizangense）是伞形科厚棱芹属的植物，是中国的特有植物。分布在中国大陆的西藏等地，生长于海拔4,400米至4,600米的地区，常生于山坡草地及冲沟中，目前尚未由人工引种栽培。